# 雲紋喙鱸
雲紋喙鱸，為輻鰭魚綱鱸形目鱸亞目鮨科的其中一種，分布於東大西洋區，從葡萄牙至安哥拉南部海域，棲息深度15-200公尺，體長可達144公分，生活在沙石底質海域，為底棲性魚類，屬肉食性，以魚類、頭足類等為食，可做為食用魚。